# Sekundarstufenzentrum Burghalde Baden
Die Schule Burghalde Baden ist ein Schulzentrum in der Stadt Baden im Schweizer Kanton Aargau. Der Komplex befindet sich auf dem historischen Parkgelände der Villa Burghalde, wobei einzelne Gebäude unter Denkmalschutz stehen. Bis 2018 umfasste er eine Bezirksschule, eine Berufsschule sowie die Musikschule der Region Baden. Bis 2021 wird das Schulzentrum erheblich erweitert und zum Sekundarstufenzentrum mit Bezirks-, Sekundar- und Realschule, ausgebaut.

## Schulbetrieb
Die Schule Burghalde Baden ist die zentrale Sekundarschule mit den Jahrgangsstufen 7 bis 9 der Sekundarstufe I für den Schulbezirk Baden. Träger der Schule ist die Stadt Baden. Ab Schuljahr 2021/2022 werden rund 930 Schüler und Schülerinnen von ca. 110 Lehrkräften unterrichtet.

## Geschichte
In der Gemeindeversammlung vom 28. Januar 1909 wurde der Bau eines dritten Schulhauses in der Gemeinde Baden beschlossen. Es folgte 1910 ein Ideenwettbewerb unter einer Anzahl Architekten, bei dem auch unter 13 in Frage kommenden Bauplätzen entschieden wurde. Die Finanzierung sollte über eine Anleihe erfolgen. Die Kontroversen über Finanzierung und Standort zogen sich über mehrere Jahre hin. Erst im Januar 1917 entschied sich die Einwohnergemeinde für einen Standort am Liebenfels und vergab den Auftrag zur Ausführung des Wettbewerbsentwurfes der Architekten Dorer u. Löpfe in der Gemeindeversammlung vom 3. Mai 1918. Nachdem 1920 die Ausführungspläne vorgelegt worden waren, wurde aber der Baubeginn auf einen finanziell günstigeren Zeitpunkt verschoben. Ab November 1924 wurde erneut über alternative Standorte und die Frage, ob ein Gemeinde- oder Bezirksschulhaus gebaut werden soll, beraten. Nachdem der Gemeinde das 29.500 Quadratmeter große Gelände einer 1905 erbauten Fabrikantenvilla an der Burghalde von Frau Baumann-Stockar für 400.000 Fr. günstig zum Kauf angeboten worden war, beschloss man am 2. Juli 1926 in der Gemeindeversammlung den Erwerb und bewilligte zudem 15.000 Fr. für einen neuen Entwurfswettbewerb. Auflage war neben geringen Baukosten, eine taktvolle Eingliederung der Bauten in das Gelände sowie die bestehende Villa Burghalde zweckdienlich und mit möglichst wenig Änderungen einzubinden.
Die Entwürfe wurden im Mai 1927 vom Preisgericht beurteilt und keinem der Entwürfe ein Zuschlag erteilt. Stattdessen entbrannte eine heftige Diskussion über moderne Architektur, an dessen Ende die Schulhausbaukommission eine Umarbeitung des Entwurfes im Stil des Neuen Bauens von Architekt Otto Dorer (eigentlich: Kaspar Josef Otto Dorer; 1887 bis 1961), Sohn des Otto Dorer aus Baden, empfahl. Am 2. September 1927 beschloss der Gemeinderat die Umsetzung und stellte die erforderlichen finanziellen Mittel zur Verfügung. Mit den Bauarbeiten wurde im Dezember begonnen. Bezogen wurde die neue Bezirksschule am 17. Februar 1930. Die Baukosten betrugen 2.049.500 Fr., an denen sich der Staat mit 210.160 Fr. beteiligte.
Im Jahr 1950 wurde auf dem Gelände der Bezirksschule Burghalde ein zusätzliches Schulhaus mit Mensa für die Städtische Berufsschule erbaut.
In einem Bericht aus dem Jahr 1965 stellte die Erziehungsdirektion fest, dass eine Erweiterung der Bezirksschule Baden unerlässlich sei. Daraufhin genehmigte die Gemeindeversammlung am 29. Juni 1966 die Durchführung eines Wettbewerbes für einen Erweiterungsbau mit Turnhalle, aus dem die Badener Architekten H. Hug und F. Joss als Gewinner hervorgingen. Zum 1. Oktober 1968 wurden die zur Realisierung notwendigen Mittel bewilligt und im April 1969 mit dem Bau begonnen. Die Inbetriebnahme erfolgte zum Schulbeginn 1970. Eine zunächst geplante Lehrschwimmhalle musste nach kantonaler Weisung aus konjunkturpolitischen Gründen zurückgestellt werden. Nachdem eine kostenneutrale Lösung für ein notwendiges Überbauungsrecht auf dem Nachbargrundstück der Hotel Hochhaus Linde AG gefunden worden war, beschloss die Gemeindeversammlung am 16. Dezember 1971 den Bau der Schwimmhalle, welche gleichzeitig um eine Halle für das Lehrlingsturnen aufgestockt wurde. Die Bauarbeiten für den zweiten Bauabschnitt dauerten von 1972 bis Herbst 1974. Die Gesamtkosten für alle Erweiterungen beliefen sich auf rund 7,7 Millionen Franken.
Eine weitere Erweiterung der Bezirksschule auf der Rückseite folgte 1986 nach Plänen der Architekten Egli und Rohr aus Baden, die 1984 den entsprechenden Wettbewerb gewonnen hatten. Zum 1. Januar 1999 erfolgte der Zusammenschluss der städtischen Berufsschule mit der ABB-Werkschule zur Berufsfachschule BBB. Am Standort Burghalde wurden weiterhin die Frisöre, Tiefbauer sowie Lehrlinge aus dem Kfz- und Gastgewerbe unterrichtet.
Am 28. Februar 2011 entschied der Stadtrat Baden, die Sekundarstufe 1 mit Real-, Sekundar- und Bezirksschule auf dem Burghaldenareal zu konzentrieren. Etwa zeitgleich wurde beschlossen, ein neues Schulgebäude für die Zusammenlegung der beiden Berufsschulgebäude auf einem freiwerdenden Gelände der ABB zu errichten. Mit dem im März 2012 durch das Stimmvolk angenommene kantonale Reformprojekt Stärkung der Volksschule wurde die landesweit einheitliche Umstellung auf sechs Jahre Primar- und drei Jahre Oberstufe sowie Tagesstrukturen verlangt. Die steigenden Schülerzahlen, neue Unterrichtsformen, Teamarbeit der Lehrpersonen, integrative Schulung und Schulsozialarbeit erforderten eine Neustrukturierung der Rauminfrastruktur. Infolge sollte die Schulanlage Burghalde erweitert und das gesamte Areal neu konzipiert werden. Hierzu wurde nach Bewilligung ab Oktober 2013 ein architektonischer Wettbewerb unter 22 Teilnehmern durchgeführt, aus dem das Züricher Büro Masswerk als Sieger hervorging. Der Entwurf sah den Neubau von zwei Schulgebäuden, einem Verbindungsbau sowie die Sanierung des Bezirksschulhauses und die Einbindung von Pavillon, Remise und Kutscherhaus der Villa Burghalde vor. Das Preisgeld betrug 220.000 CHF. Am 16. Oktober 2014 stimmte der Einwohnerrat einem Projektierungskredit in Höhe von 6,85 Millionen CHF für das Sekundarstufenzentrum Burghalde zu. Der Sekundarstufen-Schulkreis Baden umfasste ab dem Schuljahr 2014/15 die Gemeinden Baden, Birmenstorf, Ehrendingen und Ennetbaden. Im Verlauf der weiteren Planungen wurde beschlossen, die Schüler während der etwa dreijährigen Bauzeit in mobilen Bauten unterzubringen. Als Standort wurde die Ländliwiese gewählt. Hierzu bewilligte der Einwohnerrat am 30. August 2016 zusätzlich einen Projektierungs- und Baukredit in Höhe von 6,26 Mio. CHF.
Den für die Erweiterung und Sanierung der Burghalde erforderliche Baukredit in Höhe von 108,5 Mio. CHF. bewilligte der Badener Einwohnerrat schließlich im August 2017. Bis zum Sommer 2018 besuchten 680 Oberstufenschüler die Bezirksschule, die für die Baumaßnahmen ab dem Schuljahr 2018/2019 in den 2018 erbauten temporären Provisorien am Standort Ländliwiese untergebracht wurden. Mit dem Spatenstich am 24. September 2018 begannen die Abbruch- und Erdarbeiten.

## Architektur

### Villa Burghalde
Die Fabrikantenvilla in der Burghaldenstrasse 8 wurde von 1904 bis 1905 für Conrad Baumann, einem Mitbegründer von Brown, Boveri & Cie., erbaut. Sie ist dreigeschossig mit neobarockem Mansardwalmdach sowie Rustikasockel und wurde in die damals noch bestehenden Rebberge hineingebaut. Eine von langen und hohen Stützmauern gebildete Geländeterrasse mit Eckpavillon und Treppenanlagen dient dabei als Sockel. Die Pläne stammten von den Karlsruher Architekten Robert Curjel & Karl Moser und vereinigen Motive des Jugendstils mit abstrahierten historischen Bauformen. Die Planung der Nebengebäude stammt von Arthur Betschon. Für die Gestaltung der weitläufigen Parkanlage zeichnete der Zürcher Gartenarchitekten Evariste Mertens verantwortlich. Besonders das Interieur wurde schon zu damaliger Zeit in Fachzeitschriften gewürdigt. Die Villa und einige Nebengebäude wurden ab 1930 als Schule genutzt und stehen heute im vollständigen Originalzustand unter Denkmalschutz. Ein hölzernes Gärtnerhaus fand in der Gärtnerei des Kursaals Verwendung. Die Gartenanlage ist, soweit noch vorhanden, ebenfalls geschützt.

### Bezirksschulhaus (Burghalde 1)
Der Komplex der Badener Bezirksschule in der Burghaldenstrasse 4 ist eine dreiteilig strukturierte Anlage mit flachem Walmdach und sandfarbenem Kratzputz im Stil des Neuen Bauens. Sie wurde zwischen 1926 und 1930 erbaut und steht gut sichtbar am Südhang der Burghalde auf dem ehemaligen Parkgelände der Villa Burghalde. Ein fünfgeschossiger Turm wird flankiert von der nach Süden vorgezogenen Turnhalle und dem dreigeschossigen Schultrakt mit 21 Achsen. Die Pläne stammen vom Badener Architekten Otto Dorer. Die Planungen mit mehreren Standortentscheidungen und Architekturwettbewerben dauerten über 20 Jahre. Der Gebäudekomplex war das erste moderne Gebäude in Baden und steht als wichtiges Beispiel für das Neue Bauen im Kanton Aargau unter Denkmalschutz. Der Eingangsbereich, die freie Treppe und der Singsaal sind in ihrer Ursprünglichkeit erhalten und von hohem architektonischem Wert.

### Berufsschule (Burghalde 2)
Das Gebäude der Städtische Berufsschule Baden wurde im Jahr 1950 fertiggestellt. Der dreigeschossige Flachdachbau verfügte im Obergeschoss über eine Mensa (Oase) mit Dachterrasse. Das Gebäude wurde im Rahmen des Projektes Sekundarschulzentrum 2018 abgerissen.

### Erweiterungsbauten (Burghalde 3)
Die Schulanlage erfuhr zwei grosse Erweiterungen. Zwischen 1969 und 1974 (Wettbewerb 1968) entstand nach den Plänen von Hug und Joss, Baden, der südliche, dreigeschossige Anbau mit Turnhallen, Schwimmhalle und weiteren Klassenräumen. Dieser Anbau dockt mit einer massiven Betonüberdachung an den Hauptbau an, wirkte sich aber negativ auf die Gesamterscheinung der geschützten Anlage aus. Dieser Erweiterungsbau wurde im Rahmen des Projektes Sekundarschulzentrum 2018 abgerissen.
Bei dem rückseitigen Anbau von 1986 (Projekt von 1984) gingen die Architekten Egli und Rohr aus Baden sensibler mit der bestehen Substanz um. Obwohl sie stärker in die bestehende Struktur eingriffen, konnte ihr Projekt laut Denkmalbehörde als gelungenes Beispiel von Weiterbauen angesehen werden.

### Sekundarschulzentrum
Um Raum für die neuen Schulgebäude zu schaffen, wurden das alte Schulhaus Burghalde 2 und der ehemalige Südanbau zur Burghalde 1 abgerissen. Die zwei neuen, sorgfältig proportionierten Schulhäuser mit den Unterrichtsräumen werden den westlichen und östlichen Rand des Grundstücks besetzen. Im neuen Fachschulhaus Burghalde 3 sind geschossweise die kreativen Fächer Bildnerisches Gestalten, Textiles Werken und Werken, sowie Naturwissenschaften und Haus- wirtschaft untergebracht.
Entlang eines grossen Pausen- und Sportplatzes wird sich die zweigeschossige Halle mit Mensa, Aula, Mediothek und ausserschulischer Betreuung befinden. Er dient, neben der Verpflegung für 875 Personen bei 2,5-facher Belegung, für Ausstellungen, für Eltern- und Infoabende, vor allem jedoch als zentraler Begegnungsort. Hier wird die Idee der „Schule unter einem Dach“ welche die Architekten der Masswerk Architekten AG hatten sichtbar.

## Bekannte Lehrer
- Bartholomäus Fricker (1844–1913), Lokalhistoriker
- Josef Jäger (1852–1927), Rektor der Mädchenbezirksschule, später Stadtammann
- Carl Vogler (1874–1951), später Direktor des Konservatoriums Zürich
- Eugen Märchy (1876–1944)
- Ferdinand Oscar Leu (1887–1943)
- Otto Mittler (1890–1970), Rektor von 1932 bis 1946
- Willi Gautschi (1920–2004)
- Paul König (1933–2024)